# República Islâmica do Afeganistão
A República Islâmica do Afeganistão foi uma república islâmica que governou a maior parte do Afeganistão entre 2004 e 2021 durante a Guerra do Afeganistão. Foi estabelecido após a queda de Cabul em 2001 e a retirada do Emirado Islâmico do Afeganistão após a intervenção dos EUA. Apesar disso, a República nunca foi capaz de controlar totalmente o interior do sul e gradualmente perdeu influência ao longo da década de 2010, à medida que o emirado recuperava sua força. De facto, deixou de existir após a ofensiva do talibã, onde talibã venceu a guerra civil e recuperou o poder na capital, Cabul. Apesar da perda de território, continua a ser reconhecido internacionalmente e afirma ser o único estado legítimo do Afeganistão.
De 1996 a 2001, antes de seu estabelecimento, a maior parte do país havia sido governada pelo fundamentalista islâmico talibã, que governava como um regime totalitário. Esse período terminou quando foram retirados do poder após a invasão americana, mas ainda controlavam uma parte significativa do país. A guerra durante seu período republicano entre o governo e o Talibã perpetuou o histórico conturbado dos direitos humanos e dos direitos das mulheres no Afeganistão, com inúmeros abusos cometidos por ambos os lados, incluindo assassinato de civis, sequestro e tortura. Devido à grande dependência de seu governo da ajuda militar e econômica dos EUA, a nação foi classificada por alguns como um estado cliente dos EUA.
A república era membro das Nações Unidas, da Organização para a Cooperação Islâmica, da Associação Sul-Asiática para a Cooperação Regional, do Grupo dos 77, da Organização de Cooperação Económica e do Movimento Não Alinhado.
A república continua a reivindicar ser o único governo legítimo do Afeganistão. Em 17 de agosto de 2021, o primeiro vice-presidente Amrullah Saleh — citando disposições da Constituição do Afeganistão — declarou-se presidente interino do Afeganistão da base de operações da resistência no vale de Panjshir, e prometeu continuar as operações militares contra o Talibã de lá.

## História
Em dezembro de 2001, após a derrubada do governo talibã, a administração provisória afegã foi formada sob Hamid Karzai. A Força Internacional de Apoio à Segurança (ISAF) foi criada pelo Conselho de Segurança da ONU para auxiliar a administração de Karzai e fornecer segurança básica. Naquela época, após duas décadas de guerra e fome aguda naquela época, o Afeganistão tinha uma das taxas de mortalidade infantil e a maior infância do mundo, a menor expectativa de vida, grande parte da população passava fome, e a infraestrutura estava em ruínas. Muitos doadores estrangeiros começaram a fornecer ajuda e assistência para reconstruir o país dilacerado pela guerra.
Enquanto isso, as forças do talibã começaram a se reagrupar dentro do Paquistão, enquanto mais tropas da coalizão entraram no Afeganistão para ajudar no processo de reconstrução. O talibã lançou uma insurgência para retomar o controle do Afeganistão. Na década seguinte, as tropas afegãs e da ISAF lideraram muitas ofensivas contra o talibã, mas não conseguiram derrotá-los completamente. O Afeganistão continua sendo um dos países mais pobres do mundo devido à falta de investimento estrangeiro, à corrupção do governo e à insurgência do talibã. Enquanto isso, Karzai tentava unir o povo do país, e o governo afegão foi capaz de construir algumas estruturas democráticas, adotando uma constituição em 2004 chamada de República Islâmica do Afeganistão. Foram feitas tentativas, muitas vezes com o apoio de países doadores estrangeiros, para melhorar a economia, a saúde, a educação, o transporte e a agricultura do país. As forças da ISAF também começaram a treinar as Forças de Segurança Nacional Afegãs. Depois de 2002, quase cinco milhões de afegãos foram repatriados. O número de tropas da OTAN no Afeganistão atingiu o pico de 140 000 em 2011, 16 para cerca de 16 000 em 2018.
Em setembro de 2014, Ashraf Ghani tornou-se presidente após as eleições presidenciais de 2014, onde, pela primeira vez na história do Afeganistão, o poder foi transferido democraticamente. Em 28 de dezembro de 2014, a OTAN encerrou formalmente as operações de combate da ISAF no Afeganistão e transferiu a responsabilidade total pela segurança para o governo afegão. O Operação de Apoio Determinado liderado pela OTAN foi formado no mesmo dia que o sucessor da ISAF. Milhares de soldados da OTAN permaneceram no país para treinar e aconselhar forças do governo afegão e continuar sua luta contra o talibã. Em 2015, estimou-se que "cerca de 147 000 pessoas morreram na guerra no Afeganistão desde 2001. Mais de 38 000 dos mortos eram civis". Um relatório intitulado Body Count concluiu que entre 106 000 e 170 000 civis morreram como resultado dos combates no Afeganistão nas mãos de todas as partes no conflito.

### Colapso

#### Insurgência talibã em 2021
Em 14 de abril de 2021, o secretário-geral da OTAN, Jens Stoltenberg, disse que a aliança concordou em começar a retirar suas tropas do Afeganistão antes de 1º de maio. Pouco depois do início da retirada das tropas da OTAN, o talibã lançou uma ofensiva contra o governo afegão, avançando rapidamente em face do colapso das forças do governo afegão. Em junho de 2021, um relatório de inteligência dos EUA previu que o governo afegão provavelmente entraria em colapso seis meses após a OTAN concluir sua retirada do país. O relatório se mostrou excessivamente otimista: na segunda semana de agosto, a maioria das capitais de província afegãs havia caído nas mãos do talibã e o Exército Nacional Afegão estava em completa desordem, perdendo terreno em todas as frentes. As quedas de Mazar e Xarife e Jalalabad eliminaram qualquer possibilidade de o governo afegão deter o avanço do talibã.

#### Queda de Cabul
Em 15 de agosto de 2021, forças do talibã entrou na capital, Cabul, encontrando apenas uma resistência limitada. À tarde, foi relatado que o presidente afegão Ashraf Ghani havia deixado o país, fugindo para o Tadjiquistão ou o Uzbequistão; presidente da Câmara do Povo, Mir Rahman Rahmani, também teria fugido para o Paquistão. Após a fuga de Ghani, as forças leais restantes abandonaram seus postos e as forças armadas afegãs de fato deixaram de existir.
Na noite de 15 de agosto, o talibã ocupou Arg, baixou a bandeira republicana afegã e ergueu sua própria bandeira sobre o palácio. No dia seguinte (16 de agosto de 2021), o talibã proclamou a restauração do Emirado Islâmico do Afeganistão.

#### Resistência Panjshir
Em 17 de agosto, o primeiro vice-presidente da República Islâmica do Afeganistão, Amrullah Saleh, tweetou que permaneceu no país e assumiu o papel de presidente interino na ausência de Ghani, citando a constituição afegã como base. O governo de Saleh é baseado no Vale de Panjshir, uma das poucas áreas do Afeganistão ainda sob o controle da República Islâmica do Afeganistão.

## Governo

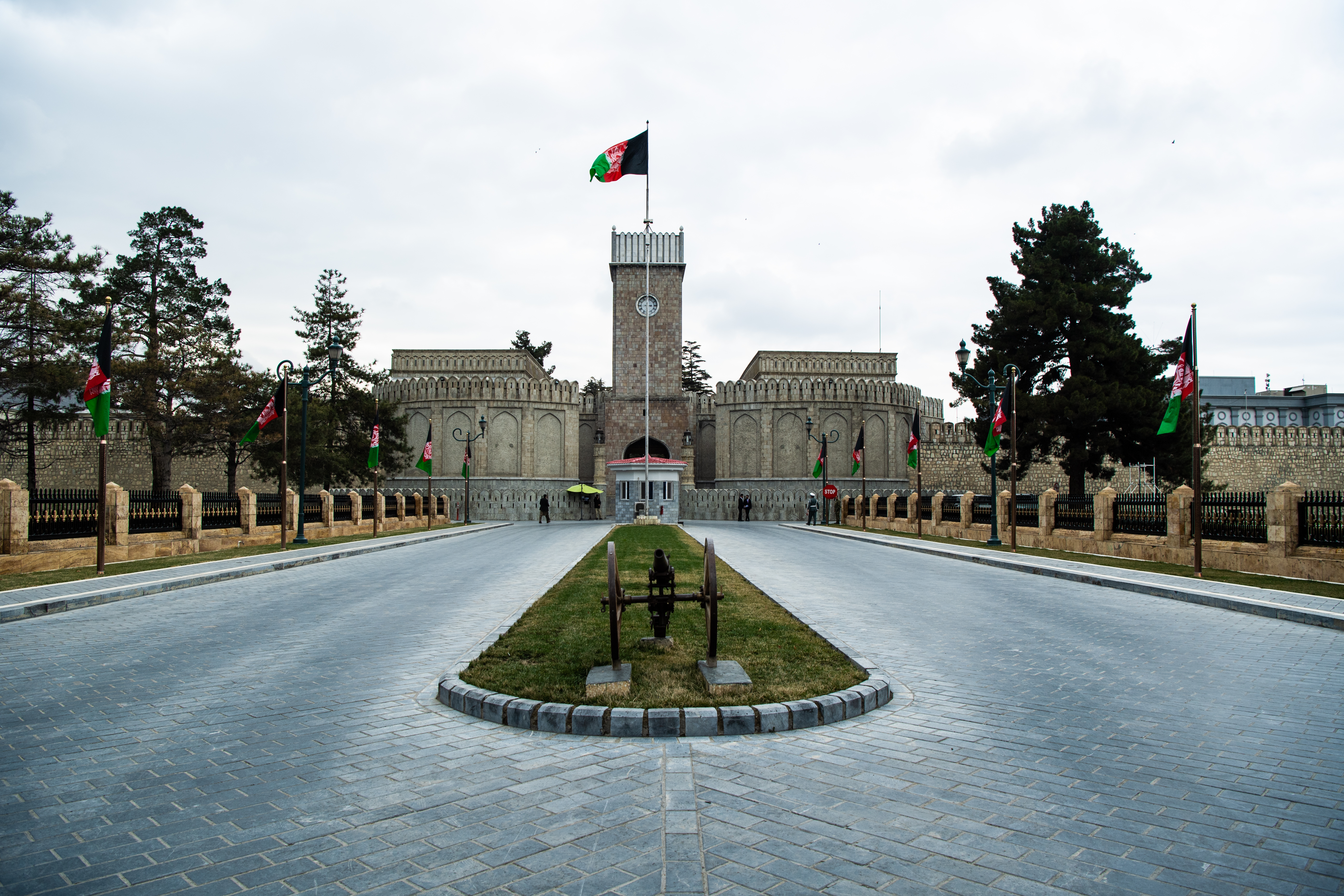
O Palácio presidencial de Cabul.

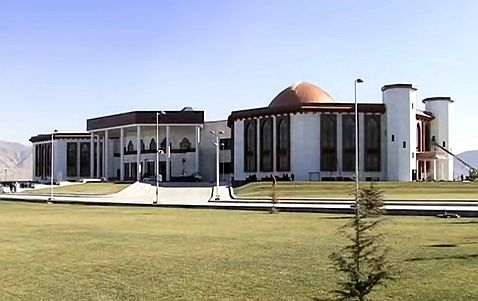
A Assembleia Nacional de Afeganistão em Cabul, a casa atual foi construído em 2015.

O Afeganistão era uma república islâmica composta por três poderes: o executivo, o legislativo e o judiciário. A nação era liderada pelo presidente Ashraf Ghani com Amrullah Saleh e Sarwar Danish como vice-presidentes. A Assembleia Nacional era a legislatura, um órgão bicameral que tinha duas câmaras, a Câmara do Povo e a Câmara dos Anciãos. A Suprema Corte era chefiada pelo Chefe de Justiça, Said Yusuf Halem, ex-vice-ministro da Justiça para Assuntos Jurídicos.
De acordo com a Transparência Internacional, o Afeganistão continua na lista dos países mais corruptos. Um relatório de janeiro de 2010 publicado pelo Escritório das Nações Unidas sobre Drogas e Crime revelou que o suborno consumiu uma quantia equivalente a 23% do PIB do país.
Em 17 de maio de 2020, o presidente Ashraf Ghani chegou a um acordo de divisão de poder com seu rival nas eleições presidenciais, Abdullah Abdullah, para decidir quem comandaria os ministérios-chave respeitados. O acordo encerrou um impasse político de meses no país. Foi acordado que, enquanto Ghani liderará o Afeganistão como presidente, Abdullah supervisionará o processo de paz com o talibã.

### Relações internacionais

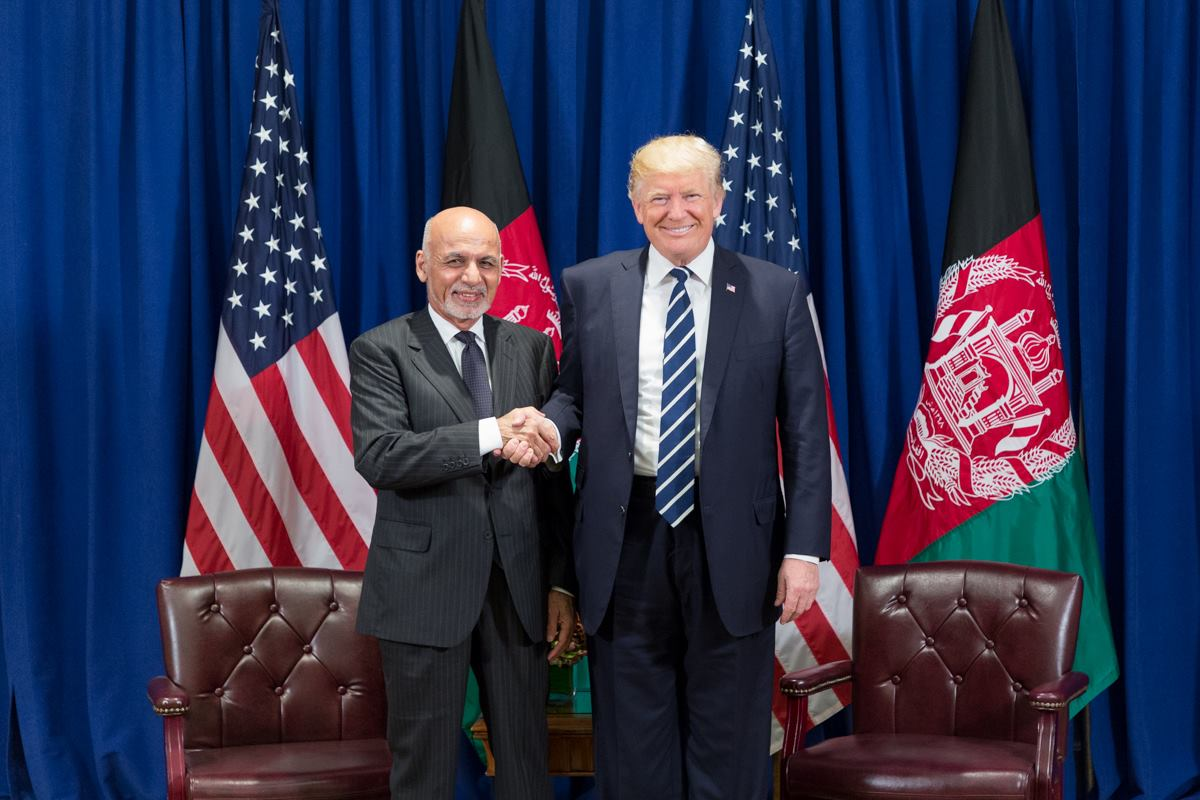
O presidente dos Estados Unidos, Donald Trump, com o presidente do Afeganistão, Ashraf Ghani, em 2017.

O Afeganistão tornou-se membro das Nações Unidas em 1946. Manteve relações cordiais com várias nações da OTAN e aliadas, notadamente os Estados Unidos, Canadá, Reino Unido, Alemanha, Austrália e Turquia. Em 2012, os Estados Unidos e o Afeganistão assinaram seu Acordo de Parceria Estratégica no qual o Afeganistão se tornou um grande aliado fora da OTAN. O Afeganistão tem historicamente relações fortes com a Alemanha, um dos primeiros países a reconhecer a independência do Afeganistão em 1919; a União Soviética, que forneceu muita ajuda e treinamento militar às forças do Afeganistão e inclui a assinatura de um Tratado de Amizade em 1921 e 1978; e Índia, com a qual um tratado de amizade foi assinado em 1950. As relações com o Paquistão têm sido tensas por vários motivos, incluindo a questão da fronteira da Linha Durand e a alegada cooperação do Paquistão com grupos insurgentes afegãos. O Afeganistão também tinha relações diplomáticas com os vizinhos China, Irã, Tadjiquistão, Turcomenistão e Uzbequistão, e também com estados regionais como Bangladesh, Japão, Cazaquistão, Nepal, Rússia, Coreia do Sul e Emirados Árabes Unidos.
A Missão de Assistência das Nações Unidas no Afeganistão (UNAMA) foi criada em 2002 para ajudar o país a se recuperar de décadas de guerra. Vários estados membros da OTAN desdobraram cerca de 17.000 soldados para o Afeganistão como parte da Missão Apoio Resoluto. Seu principal objetivo era treinar as Forças de Segurança Nacional Afegãs.

### Forças armadas

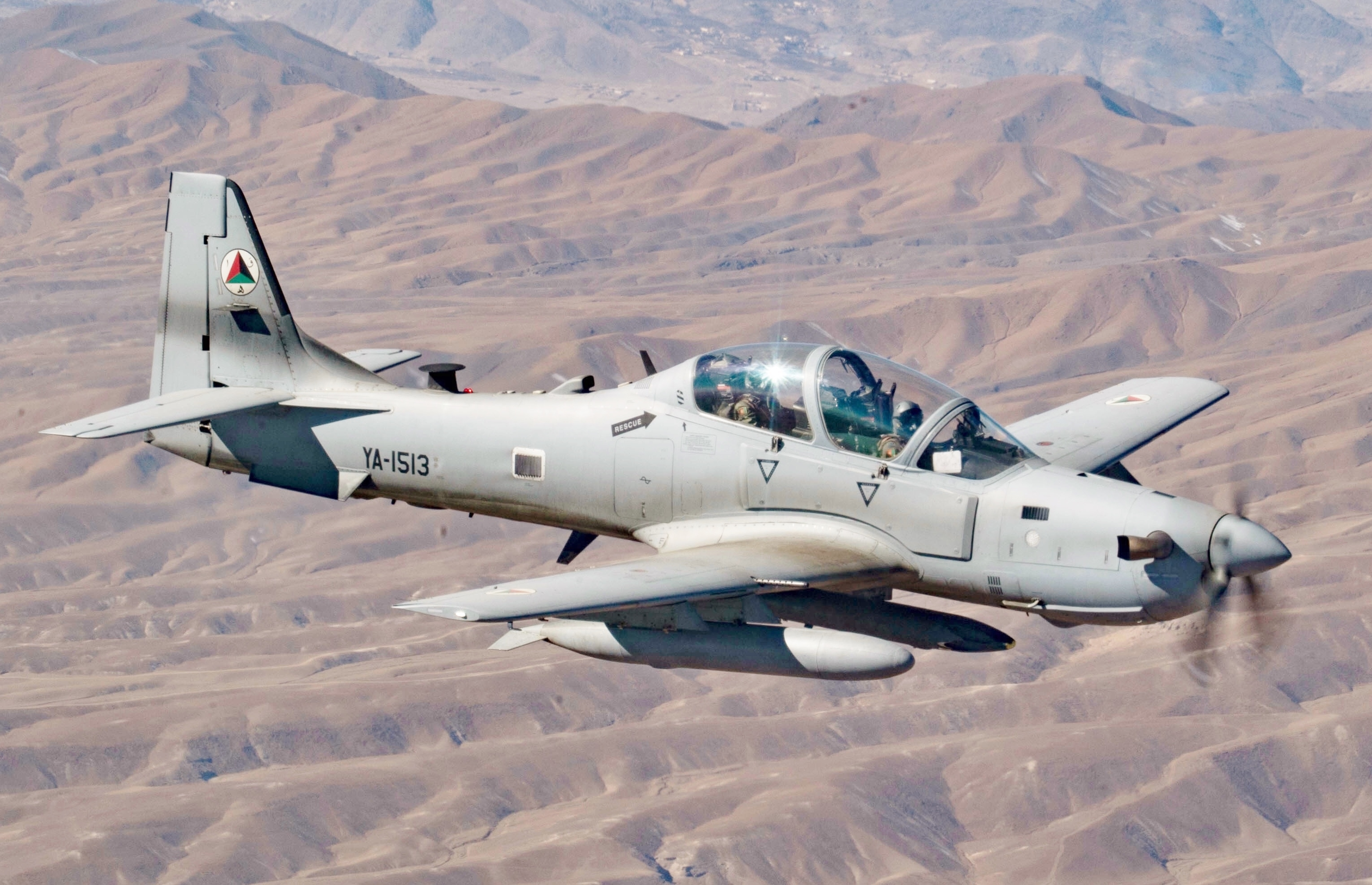
Um A-29 Super Tucano (YA-1407) da força aérea afegã.

As Forças Armadas Afegãs dependiam do Ministério da Defesa, que incluía a Força Aérea Afegã (FAA) e o Exército Nacional Afegão (ENA). A Universidade de Defesa Afegã abrigava vários estabelecimentos de ensino para as Forças Armadas Afegãs, incluindo a Academia Militar Nacional do Afeganistão.

### Conformidade com a lei

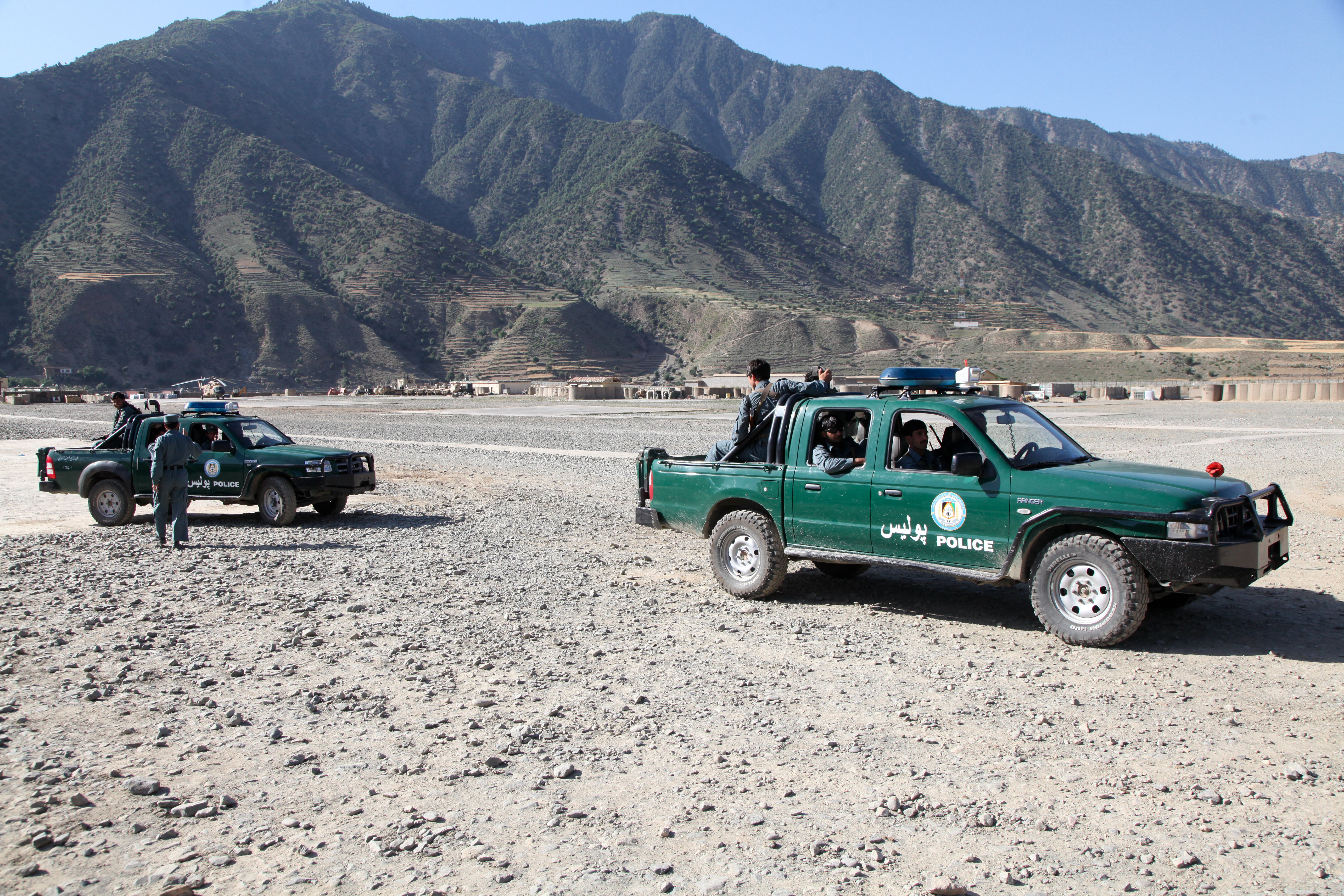
Polícia Nacional Afegã (PNA) na província de Kunar.

A aplicação da lei no Afeganistão foi realizada pela Polícia Nacional Afegã (PNA), que fazia parte do Ministério do Interior. O PNA consiste em dois ramos principais, a Polícia Uniforme Afegã e a Polícia de Fronteira Afegã. A missão da polícia uniforme era garantir a segurança no Afeganistão, prevenir o crime e proteger a propriedade. A Polícia de Fronteira era responsável pela segurança e manutenção das fronteiras do país com os estados vizinhos, bem como com todos os aeroportos internacionais dentro do país. A Agência de Inteligência do Afeganistão, a Diretoria de Segurança Nacional (NDS), auxilia a ANP em questões de segurança. Apesar disso, todas as partes do Afeganistão são consideradas perigosas devido às atividades militantes e incidentes relacionados ao terrorismo. Sequestros e roubos por resgate são comuns nas grandes cidades. Todos os anos, centenas de policiais afegãos são mortos no cumprimento do dever. O Afeganistão também era o maior produtor mundial de ópio. A colheita de papoula do Afeganistão produz mais de 90% da heroína ilícita do mundo e mais de 95% do abastecimento da Europa. O Ministério de Combate aos Narcóticos do Afeganistão é responsável por monitorar e erradicar o comércio de drogas ilícitas.

## Subdivisões
A República Islâmica do Afeganistão foi dividida administrativamente em 34 províncias (wilayat). Cada província tinha um governador nomeado pelo presidente e uma capital. Essas províncias foram divididas em quase 400 distritos provinciais, cada um dos quais normalmente cobria uma cidade ou várias aldeias. Cada distrito foi representado por um governador de distrito, nomeado pelo governador provincial.
Os governadores provinciais foram nomeados pelo Presidente do Afeganistão e os governadores de distrito foram selecionados pelos governadores provinciais. Os governadores provinciais atuavam como representantes do governo central em Cabul e eram responsáveis por todos os assuntos administrativos e formais de sua província. Além disso, havia conselhos provinciais eleitos por meio de eleições diretas e gerais por quatro anos. Conselhos provinciais receberam autoridade para participar no planejamento do desenvolvimento provincial e no monitoramento e avaliação de outras instituições de governança provincial.
De acordo com o artigo 140 da Constituição e o decreto presidencial sobre a lei eleitoral, os prefeitos das cidades deveriam ser eleitos por meio de eleições livres e diretas por um período de quatro anos. No entanto, na prática, os prefeitos eram nomeados pelo governo.

## Infraestrutura
Apesar da turbulenta situação política e do conflito militar que marcaram os anos da república, também houve uma expansão no acesso a determinados serviços e utilidades nessa época.

### Educação

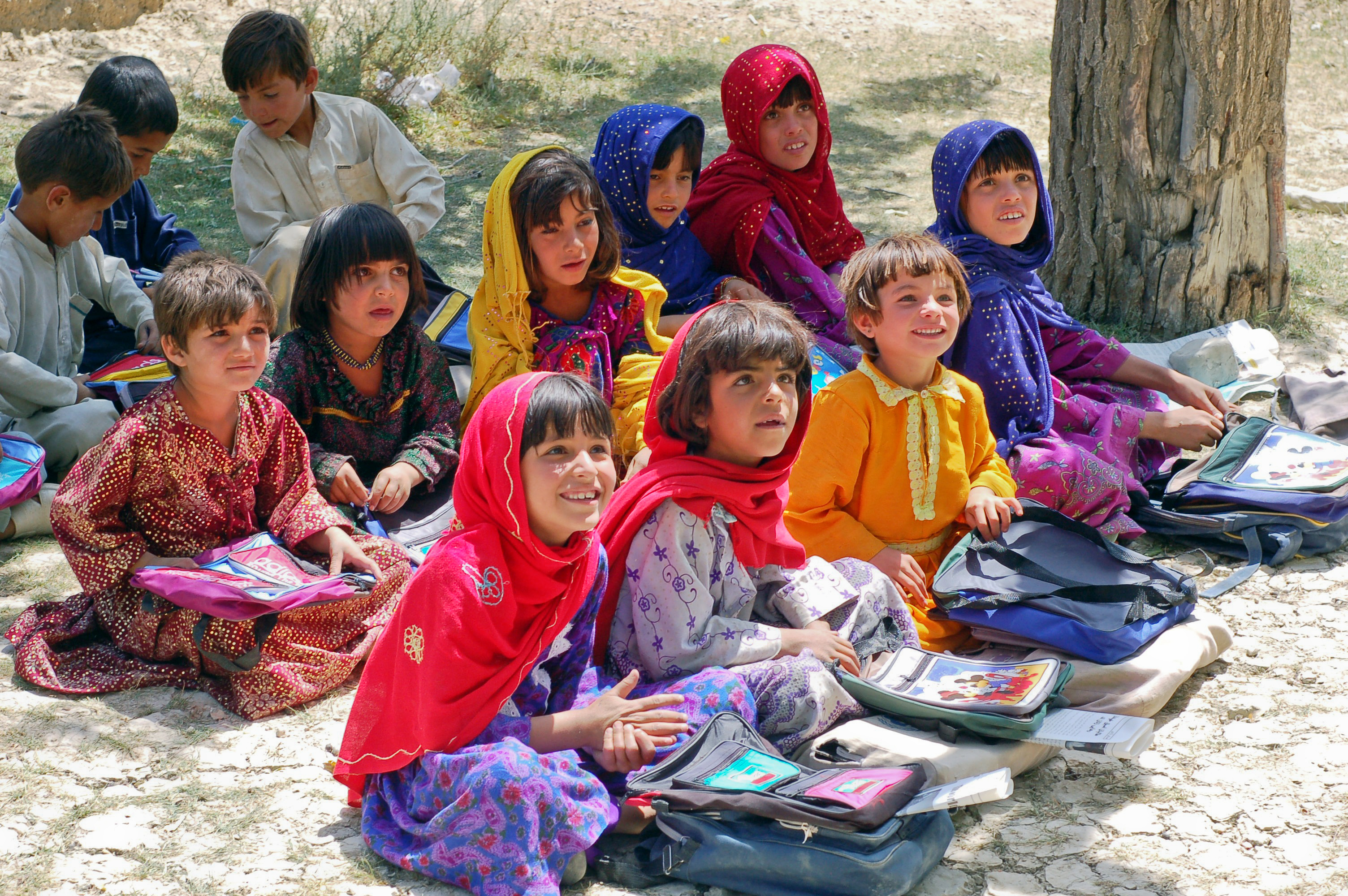
Crianças em idade escolar na província de Gazni (2007): o número de crianças que frequentam a escola no nível primário aumentou de 5% em 2000 para 57% em 2018.

Em 2020, havia mais de 16.000 escolas no país e cerca de 9,5 milhões de alunos. Destes, aproximadamente 60% eram homens e 40% mulheres. Isso representou um aumento de 900.000 alunos exclusivamente do sexo masculino em 2001. Mais de 174.000 alunos estavam matriculados em diferentes universidades em todo o país. Cerca de 21% deles eram mulheres. No entanto, o ex-ministro da Educação, Ghulam Farooq Wardak, afirmou que ainda era necessária a construção de 8.000 escolas para as restantes crianças privadas de educação formal.
Em 2018, a taxa de alfabetização da população com 15 anos ou mais de idade era de 43,02% (homens 55,48% e mulheres 29,81%). 84 As Forças de Segurança Nacional do Afeganistão receberam cursos de alfabetização obrigatórios como parte de seu treinamento.

### Tecnologia
De acordo com o Banco Mundial, 98% da população rural tinha acesso à eletricidade em 2018, ante 28% em 2008. No geral, o número era de 98,7%. Em 2016, o Afeganistão produziu 1.400 megawatts de energia, mas ainda importou a maior parte da eletricidade que consumia por meio de linhas de transmissão do Irã e dos estados da Ásia Central.
Em 2001, após anos de guerra civil, as telecomunicações eram praticamente um setor inexistente, mas em 2016 cresceu e se tornou uma indústria de 2 bilhões de dólares, com 22 milhões de assinantes de telefonia móvel e 5 milhões de usuários de Internet. O setor empregava pelo menos 120.000 pessoas em todo o país.